# کولوس
کولوس، روستایی است از توابع بخش پلدشت و در شهرستان ماکو استان آذربایجان غربی ایران.مردم این روستا کرد زبان هستند.

## جمعیت
این روستا در دهستان چایپاسار شرقی قرار داشته و بر اساس سرشماری سال ۱۳۸۵ جمعیت آن ۲۷۶نفر (۵۰ خانوار) 
بوده است.